# Свободен град Данциг
Свободният град Данциг (на немски: Freie Stadt Danzig; на полски: Wolne Miasto Gdańsk) е полуавтономен град и пристанище, разположен на Балтийско море, който е създаден на 10 януари 1920 година против волята на местното население в съответствие с разпоредбите на част III, раздел XI на Версайския договор от 1919 г.
Свободният град включва град Гданск (тогава: Данциг) и над 200 градове, села и населени места в околностите, всички които са били част от бившата Германска империя.
Обществото на народите обявява, че районът ще остане разделен от територията на Ваймарската република, както и че за границите на автономния град ще се грижи възстановената Полша. Въпреки че е обявен за автономен, Гданск не е напълно свободен, той е под „защитата“ на Обществото на народите и е поставен в по-обвързващ митнически съюз с Полша. Полша също има и други, специални права за използването на града.
Когато започва Полската кампания на Вермахта, правителството на Гданск заявява, че градът е част от Германия и Свободният град вече не съществува. Това става без одобрението на Полша или на Обществото на народите, поради което не е признато. Следва антисемитска и антиполска дискриминация и гонения. До завладяването му от Червената армия през първите месеци на 1945 г. остава под управлението на Третия райх, след което германските граждани са избити или изгонени, а градът е поставен отново под полска юрисдикция. Получава и полското си име – Гданск, и е заселен с поляци.
- Синагогата на Свободния град Гданск, 1939 г.
- Предаването на главната позиция на полуостров Вестерплате, Гданск, и пленените полски войници. Битката за Вестерплате е началото на Втората световна война